# CCTV-2
CCTV-2 es el canal económico de la CCTV. El canal retransmite sólo en la República Popular China.

## Principales Temas del Canal
Los principales tmas del canal son:
- Eficiencia energética.
- Bolsa de Valores.
- Estafas.
- Concursos de televisión.

## Programación
Estos son los principales programas que se han mantenido en emisión desde hace casi 20 años.
- 7:00 AM: 第一时间, "Primer Foco".
- 11:50 AM: 全球资讯榜, "Información Global".

## Presentadores
- Long Yang
- Chen Beibei
- Wang Xiaoya
- Li Yufei
- Ji Yu
- Shi Xiaonuo